# Oswaldo Johnston
José Oswaldo Johnston Sánchez (ur. 27 marca 1930 w mieście Gwatemala, zm. 16 sierpnia 2021) – gwatemalski zapaśnik. Olimpijczyk z Helsinek 1952, gdzie zajął czternaste miejsce w kategorii do 57 kg, w obu stylach.
Złoty medalista igrzysk Ameryki Środkowej i Karaibów w 1950 roku.
Trener zapasów reprezentacji swojego kraju na igrzyskach w Monachium 1972. Członek ekipy olimpijskiej działaczy w 1980, 1984, 1992 i 1996 roku.

## Letnie Igrzyska Olimpijskie 1952
| Konkurencja          | Rundy eliminacyjne     | Rundy eliminacyjne     | Klas. końcowa |
| Konkurencja          | Przeciwnik I           | Przeciwnik II          | Miejsce       |
| -------------------- | ---------------------- | ---------------------- | ------------- |
| 57 kg styl klasyczny | Norbert Kohler (SAA) P | Hubert Persson (SWE) P | 14.           |

| Konkurencja      | Rundy eliminacyjne        | Rundy eliminacyjne   | Klas. końcowa |
| Konkurencja      | Przeciwnik I              | Przeciwnik II        | Miejsce       |
| ---------------- | ------------------------- | -------------------- | ------------- |
| 57 kg styl wolny | Sad Hafiz Szihata (EGY) P | Lajos Bencze (HUN) P | 14.           |